# Ariedo Braida
Ariedo Braida (né le 21 avril 1946 à Precenicco dans le Frioul-Vénétie Julienne) est un footballeur italien, qui évoluait au poste d'attaquant, avant d'ensuite devenir dirigeant de football.

## Biographie

### Joueur
En tant que joueur, il dispute au total 79 rencontres de Serie A et inscrit 14 buts en quatre saisons passées en première division italienne, sous les maillots de Brescia, de Varèse et de Cesena. 
Lors de la saison de Serie B 1969-70, il finit capocannoniere avec 13 buts.

### Dirigeant sportif
Après la fin de sa carrière de joueur, il entreprend une reconversion dans la direction sportive, devenant tout d'abord le directeur sportif de son ancien de l'AC Monza à partir de 1981. 
Il devient ensuite le directeur général du grand club lombard de l'AC Milan, de 1986 à 2002, année où il devient le nouveau directeur sportif du club.
Le 12 février 2015, Ariedo Braida et Carles Rexach sont nommés à la tête de la direction sportive du FC Barcelone en remplacement d'Andoni Zubizarreta. Le 20 juillet, Braida quitte la direction sportive (remplacé par Roberto Fernández) et devient responsable du scouting international du Barça. En juin 2016, il renouvelle son contrat avec Barcelone jusqu'en 2021.

## Palmarès
Varèse
- Championnat d'Italie D2 :
  - Meilleur buteur : 1969-70 (13 buts)[4].